# Ủy ban Chính sách Đảng Cộng hòa Thượng viện Hoa Kỳ
Ủy ban Chính sách Đảng Cộng hòa Thượng viện Hoa Kỳ (tiếng Anh: United States Senate Republican Policy Committee) là ủy ban nghiên cứu chính sách của Hội nghị Đảng Cộng hòa Thượng viện. Tiền thân của nó, Ủy ban Chỉ đạo Đảng Cộng hòa Thượng viện được thành lập vào tháng 3 năm 1944 sau cái chết của Lãnh đạo Charles L. McNary. Nó được chính thức tài trợ bởi quỹ Quốc hội và đổi tên thành Ủy ban Chính sách vào năm 1947 cùng với Ủy ban tương ứng từ Đảng Dân chủ, Ủy ban Chính sách Đảng Dân chủ Thượng viện, sau Đạo luật Tái Tổ chức Lập pháp năm 1946.
Roy Blunt – Chủ tịch Ủy ban Chính sách đương nhiệm – là Đảng viên Cộng hòa quyền lực thứ tư tại Thượng viện, sau Lãnh đạo Đảng Cộng hòa, Phó Lãnh đạo Đảng Cộng hòa và Chủ tịch Hội nghị Đảng Cộng hòa.
Theo Congressional Quarterly, "Ủy ban Chính sách thực sự là một cơ quan tư vấn lập pháp. Ủy ban tổ chức các bữa trưa vào thứ Ba hàng tuần với các bản tóm tắt về các dự luật lớn, phân tích các lá phiếu và phân phối các giấy tờ ban hành." 

## Chủ tịch
| Chủ tịch               | Tiểu bang     | Nhiệm kỳ  |
| ---------------------- | ------------- | --------- |
| Robert A. Taft         | Ohio          | 1947–1953 |
| William F. Knowland    | California    | 1953      |
| Homer S. Ferguson      | Michigan      | 1953–1955 |
| Styles Bridges         | New Hampshire | 1955–1961 |
| Bourke B. Hickenlooper | Iowa          | 1962–1969 |
| Gordon Allott          | Colorado      | 1969–1973 |
| John Tower             | Texas         | 1973–1985 |
| William L. Armstrong   | Colorado      | 1985–1991 |
| Don Nickles            | Oklahoma      | 1991–1996 |
| Larry Craig            | Idaho         | 1996–2003 |
| Jon Kyl                | Arizona       | 2003–2007 |
| Kay Bailey Hutchison   | Texas         | 2007–2009 |
| John Ensign            | Nevada        | 2009      |
| John Thune             | Nam Dakota    | 2009–2012 |
| John Barrasso          | Wyoming       | 2012–2018 |
| Roy Blunt              | Missouri      | 2019–nay  |